# 百官街道
百官街道，中国浙江省绍兴市上虞区下辖的一个街道。

## 行政区划
现辖：
龙山社区、上源闸社区、平阳山社区、凤山社区、九浸畈社区、半山社区、卧龙山庄社区、金渔湾社区、恒利社区、西横河社区、上棉社区、百二社区、百四社区、百五社区、大坝社区、赵家社区、阳光社区、胜利社区、文化社区、中利社区、后村社区、丰一社区、星五社区、新建社区、高丰社区、绿城社区、三村社区、梁家山社区、头甲社区、二甲社区、四甲社区、前一社区、前三社区、前四社区、星二社区、星三社区、星四社区、丰二社区、前二社区、岭光社区、百一村、杜家村、路东村、外严村、金家岙村、路工村、横江村、新叶家埭村、联新村、南三村、南二村和南一村。

## 交通
- 萧甬铁路：上虞站